# Dioxys pacifica
Dioxys pacifica är en biart som beskrevs av Cockerell 1916. Dioxys pacifica ingår i släktet Dioxys och familjen buksamlarbin.

## Underarter
Arten delas in i följande underarter:
- D. p. melanogaster
- D. p. pacifica